# Darijo Grujčić
Darijo Grujčić (* 19. Mai 1999) ist ein österreichischer Fußballspieler.

## Karriere
Grujčić begann seine Karriere beim FC Lustenau 07. 2013 kam er in die AKA Vorarlberg. Im Jänner 2017 wechselte er zum Regionalligisten FC Dornbirn 1913. Sein Debüt für Dornbirn in der Regionalliga gab er im März 2017, als er am 20. Spieltag der Saison 2016/17 gegen den VfB Hohenems in der Startelf stand. Seinen ersten Treffer erzielte er im Mai 2017 gegen den FC Kufstein.
Im Jänner 2018 schloss er sich dem Zweitligisten SC Austria Lustenau an, bei dem er einen bis Mai 2020 laufenden Vertrag erhielt. Sein Debüt in der zweiten Liga gab er im März 2018, als er am 24. Spieltag der Saison 2017/18 gegen die WSG Wattens in der Startaufstellung aufgeboten wurde.
Im August 2018 lehnte er öffentlich ein Angebot von Brighton & Hove Albion ab und blieb weiterhin in Lustenau.
Zur Saison 2020/21 wechselte er nach dem Auslaufen seines Vertrags in Lustenau zum Ligakonkurrenten FC Wacker Innsbruck, bei dem er einen bis Juni 2022 laufenden Vertrag erhielt. In Innsbruck kam er insgesamt zu 40 Zweitligaeinsätzen. Das finanziell gebeutelte Wacker konnte im April 2022 die Gehälter der Spieler nicht mehr bezahlen, woraufhin es den Spielern frei stand, den Klub zu verlassen. Grujčić machte von diesem Recht Gebrauch und beendete den Vertrag Ende April 2022 vorzeitig.
Daraufhin kehrte er zur Saison 2022/23 nach Lustenau zurück, das inzwischen in die Bundesliga aufgestiegen ist, und erhielt dort einen bis Juni 2024 laufenden Vertrag. Für Lustenau kam er zu 46 Einsätzen aus der Bundesliga, aus der er mit dem Team 2024 aber abstieg. Im Anschluss daran wechselte er zur Saison 2024/25 in die Niederlande zum Erstligisten Fortuna Sittard. Für Sittard spielte er 14 Mal in der Eredivisie.
Zur Saison 2025/26 wechselte er weiter nach Polen zu Zweitligist Wisła Krakau.

## Persönliches
Sein Vater Darko (* 1975) war ebenfalls Fußballspieler.